# Unione Sportiva Carrarese "Pietrino Binelli" 1949-1950
Questa voce raccoglie le informazioni riguardanti l'Unione Sportiva Carrarese "Pietrino Binelli" nelle competizioni ufficiali della stagione 1949-1950.

## Rosa
| N. |                   | Ruolo | Calciatore         |
| -- | ----------------- | ----- | ------------------ |
|    | Italia (bandiera) | A     | B. Bernardini      |
|    | Italia (bandiera) | A     | L. Biagini         |
|    | Italia (bandiera) | P     | Renato Catuzzi     |
|    | Italia (bandiera) | C     | P. Cerutti         |
|    | Italia (bandiera) | C     | Vittorio Ghirlanda |
|    | Italia (bandiera) | C     | E. Grani           |
|    | Italia (bandiera) | D     | G. Grassini        |
|    | Italia (bandiera) | D     | Aristide Griffith  |

| N. |                       | Ruolo | Calciatore         |
| -- | --------------------- | ----- | ------------------ |
|    | Italia (bandiera)     | C     | Sergio Lusso       |
|    | Italia (bandiera)     | C     | Leandro Menconi    |
|    | Italia (bandiera)     | C     | Amerigo Salati     |
|    | Italia (bandiera)     | A     | Mario Tesconi      |
|    | Costa Rica (bandiera) | A     | Anco Marcio Vargas |
|    | Italia (bandiera)     | D     | L. Viacava         |
|    | Italia (bandiera)     | A     | M. Zampiccini      |